# Bloemen / Planten Markt, De Tuin
De Bloemenmarkt of Orchideeënmarkt, voluit Bloemen / Planten Markt, De Tuin, is een plantenmarkt in Paramaribo, Suriname.
De markt wordt elke zondagochtend  gehouden in de open lucht. De stands bevinden zich in de Cultuurtuin naast Paramaribo Zoo aan de Letitia Vriesdelaan. De plantenmarkt bestaat sinds de jaren 1970. In de beginjaren bestond de verkoop alleen uit orchideeën. Eind jaren 1990 kwamen daar sierplanten bij. Op de markt worden geen snijbloemen, verkocht wel bloeiende planten. Een deel van de planten wordt uit Nederland geïmporteerd.
De verkopers kweken de planten beroepsmatig of als hobby. Alle standhouders zijn lid van de Surinaamse Orchideeën en Sierteelt Vereniging; andersom zijn niet alle leden bloemenverkopers. Er wordt niet alleen verkocht aan particulieren, maar ook aan wederverkopers die vanuit andere delen van het land zoals Nickerie naar de markt reizen.